# Dolichos gululu
Dolichos gululu är en ärtväxtart som beskrevs av De Wild. Dolichos gululu ingår i släktet Dolichos och familjen ärtväxter. Inga underarter finns listade i Catalogue of Life.